# کیرکنس
کیرکنس (به لاتین: Kirkenes) یک شهر در نروژ است که در استان فینمارک واقع شده‌است.

## خصوصیات
کیرکنس ۲٫۱۵ کیلومترمربع مساحت و ۳٬۴۹۸ نفر جمعیت دارد و ۹ متر بالاتر از سطح دریا واقع شده‌است.

## خواهرخوانده
شهرهای قارص و نیکل خواهرخوانده‌های کیرکنس هستند.